# Yūta Nakayama
Yūta Nakayama (中山 雄太?, Nakayama Yūta; Ibaraki, 16 febbraio 1997) è un calciatore giapponese, difensore o centrocampista del Machida Zelvia e della nazionale giapponese.

## Carriera

### Club

#### Kashiwa Reysol e PEC Zwolle
Debutta come professionista il 6 giugno 2015 con il Kashiwa Reysol nell'AFC Champions League giocando come titolare per tutta la partita perdendo per 1-0 contro il Bình Dương. Segnerà la sua prima rete il 13 luglio 2016, nel pareggio per 3-3 contro il Sanfrecce Hiroshima, sarà autore di un'altra rete nella sconfitta per 2-1 contro lo Yokohama F·Marinos, inoltre con un suo tiro di testa permetterà alla squadra di battere per 1-0 l'Albirex Niigata dato che il giocatore avversario Michael James Fitzgerald innavertitamente ha deviato il tiro di Nakayama in porta facendo autogol. Il 5 agosto 2017 segnerà la rete del 3-1 battendo il Vissel Kobe. Nel 2018, in semifinale della Coppa del Giappone contro lo Shonan Bellmare la partita finirà in parità per 2-2, e ai rigori, benché Nakayama sia riuscito a segnare dal dischetto, la squadra perde per 5-4. Nell'edizione 2018 segnerà tre reti: la prima battendo per 3-2 il Nagoya Grampus, la seconda sconfiggendo per 3-0 il Cerezo Osaka e la terza nella vittoria per 4-2 contro il Gamba Osaka. A partire dal 2019 giocherà nei Paesi Bassi debuttando nella squadra Under-21 del PEC Zwolle nella Beloften Eredivisie, per poi giocare in prima squadra entrando in partita all'82º minuto sostituendo Kingsley Ehizibue nella vittoria per 3-0 contro l'Emmen. Il suo primo gol per la squadra fu la rete del 3-3 nel pareggio contro l'Utrecht,  inoltre con un suo gol vinceranno di misura per 1-0 battendo il Groningen. Segnerà il gol del 4-0 vincendo contro il Sparta Rotterdam, e per merito di un suo assit Clint Leemans segnerà la rete del 2-0 battendo il ADO Den Haag.

### Nazionale
Viene convocato in nazionale giovanile nel 2016 per giocare alla Coppa d'Asia Under-19. Il Giappone prevarrà sull'Arabia Saudita ai rigori per 5-3 e Nakayama segnerà uno dei rigori vincenti. L'anno seguente partecipa al Mondiale Under-20 giocando come titolare in tutte e quattro le partite.
Il 18 giugno 2019 gioca per la prima volta con la nazionale maggiore in Copa América perdendo per 4-0 contro il Cile.
Viene selezionato per giocare con la nazionale olimpica ai Giochi di Tokyo, nella partita finita 0-0 contro la Nuova Zelanda ai quarti di finale, il Giappone vince per 4-2, Nakayama segna uno dei rigori vincenti.
Inizialmente convocato per il Mondiale 2022, è stato rimosso dall'elenco a seguito di un infortunio e sostituito in lista da Shūto Machino.
Il 1º gennaio 2024 viene convocato per la Coppa d'Asia 2023, manifestazione in cui scende in campo in due occasioni.

## Statistiche

### Cronologia presenze e reti in nazionale
| Cronologia completa delle presenze e delle reti in nazionale ― Giappone | Cronologia completa delle presenze e delle reti in nazionale ― Giappone | Cronologia completa delle presenze e delle reti in nazionale ― Giappone | Cronologia completa delle presenze e delle reti in nazionale ― Giappone | Cronologia completa delle presenze e delle reti in nazionale ― Giappone | Cronologia completa delle presenze e delle reti in nazionale ― Giappone | Cronologia completa delle presenze e delle reti in nazionale ― Giappone | Cronologia completa delle presenze e delle reti in nazionale ― Giappone |
| Data                                                                    | Città                                                                   | In casa                                                                 | Risultato                                                               | Ospiti                                                                  | Competizione                                                            | Reti                                                                    | Note                                                                    |
| ----------------------------------------------------------------------- | ----------------------------------------------------------------------- | ----------------------------------------------------------------------- | ----------------------------------------------------------------------- | ----------------------------------------------------------------------- | ----------------------------------------------------------------------- | ----------------------------------------------------------------------- | ----------------------------------------------------------------------- |
| 18-6-2019                                                               | San Paolo                                                               | Giappone                                                                | 0 – 4                                                                   | Cile                                                                    | Coppa America 2019 - 1º turno                                           | -                                                                       | 21’                                                                     |
| 9-10-2020                                                               | Utrecht                                                                 | Giappone                                                                | 0 – 0                                                                   | Camerun                                                                 | Amichevole                                                              | -                                                                       |                                                                         |
| 13-10-2020                                                              | Utrecht                                                                 | Giappone                                                                | 1 – 0                                                                   | Costa d'Avorio                                                          | Amichevole                                                              | -                                                                       |                                                                         |
| 12-11-2020                                                              | Graz                                                                    | Giappone                                                                | 1 – 0                                                                   | Panama                                                                  | Amichevole                                                              | -                                                                       | 82’                                                                     |
| 17-11-2020                                                              | Graz                                                                    | Giappone                                                                | 0 – 2                                                                   | Messico                                                                 | Amichevole                                                              | -                                                                       | 52’                                                                     |
| 7-10-2021                                                               | Jeddah                                                                  | Arabia Saudita                                                          | 1 – 0                                                                   | Giappone                                                                | Qual. Mondiali 2022                                                     | -                                                                       | 90+1’                                                                   |
| 12-10-2021                                                              | Saitama                                                                 | Giappone                                                                | 2 – 1                                                                   | Australia                                                               | Qual. Mondiali 2022                                                     | -                                                                       | 85’                                                                     |
| 11-11-2021                                                              | Hanoi                                                                   | Vietnam                                                                 | 0 – 1                                                                   | Giappone                                                                | Qual. Mondiali 2022                                                     | -                                                                       | 63’                                                                     |
| 16-11-2021                                                              | Mascate                                                                 | Oman                                                                    | 0 – 1                                                                   | Giappone                                                                | Qual. Mondiali 2022                                                     | -                                                                       | 62’                                                                     |
| 27-1-2022                                                               | Saitama                                                                 | Giappone                                                                | 2 – 0                                                                   | Cina                                                                    | Qual. Mondiali 2022                                                     | -                                                                       | 58’                                                                     |
| 1-2-2022                                                                | Saitama                                                                 | Giappone                                                                | 2 – 0                                                                   | Arabia Saudita                                                          | Qual. Mondiali 2022                                                     | -                                                                       | 68’                                                                     |
| 24-3-2022                                                               | Sydney                                                                  | Australia                                                               | 0 – 2                                                                   | Giappone                                                                | Qual. Mondiali 2022                                                     | -                                                                       | 64’                                                                     |
| 29-3-2022                                                               | Saitama                                                                 | Giappone                                                                | 1 – 1                                                                   | Vietnam                                                                 | Qual. Mondiali 2022                                                     | -                                                                       |                                                                         |
| 2-6-2022                                                                | Sapporo                                                                 | Giappone                                                                | 4 – 1                                                                   | Paraguay                                                                | Amichevole                                                              | -                                                                       | 46’                                                                     |
| 6-6-2022                                                                | Tokyo                                                                   | Giappone                                                                | 0 – 1                                                                   | Brasile                                                                 | Amichevole                                                              | -                                                                       |                                                                         |
| 10-6-2022                                                               | Kobe                                                                    | Giappone                                                                | 4 – 1                                                                   | Ghana                                                                   | Amichevole                                                              | -                                                                       | 85’                                                                     |
| 23-9-2022                                                               | Düsseldorf                                                              | Giappone                                                                | 2 – 0                                                                   | Stati Uniti                                                             | Amichevole                                                              | -                                                                       |                                                                         |
| 13-10-2023                                                              | Niigata                                                                 | Giappone                                                                | 4 – 1                                                                   | Canada                                                                  | Amichevole                                                              | -                                                                       |                                                                         |
| 17-10-2023                                                              | Kōbe                                                                    | Giappone                                                                | 2 – 0                                                                   | Tunisia                                                                 | Amichevole                                                              | -                                                                       | 64’                                                                     |
| 16-11-2023                                                              | Suita                                                                   | Giappone                                                                | 5 – 0                                                                   | Birmania                                                                | Qual. Mondiali 2026                                                     | -                                                                       | cap.                                                                    |
| 24-1-2024                                                               | Doha                                                                    | Giappone                                                                | 3 – 1                                                                   | Indonesia                                                               | Coppa d'Asia 2023 - 1º turno                                            | -                                                                       |                                                                         |
| 31-1-2024                                                               | Doha                                                                    | Bahrein                                                                 | 1 – 3                                                                   | Giappone                                                                | Coppa d'Asia 2023 - Ottavi di finale                                    | -                                                                       |                                                                         |
| Totale                                                                  |                                                                         | Presenze                                                                | 22                                                                      |                                                                         | Reti                                                                    | 0                                                                       |                                                                         |

| Cronologia completa delle presenze e delle reti in nazionale ― Giappone Olimpica | Cronologia completa delle presenze e delle reti in nazionale ― Giappone Olimpica | Cronologia completa delle presenze e delle reti in nazionale ― Giappone Olimpica | Cronologia completa delle presenze e delle reti in nazionale ― Giappone Olimpica | Cronologia completa delle presenze e delle reti in nazionale ― Giappone Olimpica | Cronologia completa delle presenze e delle reti in nazionale ― Giappone Olimpica | Cronologia completa delle presenze e delle reti in nazionale ― Giappone Olimpica | Cronologia completa delle presenze e delle reti in nazionale ― Giappone Olimpica |
| Data                                                                             | Città                                                                            | In casa                                                                          | Risultato                                                                        | Ospiti                                                                           | Competizione                                                                     | Reti                                                                             | Note                                                                             |
| -------------------------------------------------------------------------------- | -------------------------------------------------------------------------------- | -------------------------------------------------------------------------------- | -------------------------------------------------------------------------------- | -------------------------------------------------------------------------------- | -------------------------------------------------------------------------------- | -------------------------------------------------------------------------------- | -------------------------------------------------------------------------------- |
| 22-7-2021                                                                        | Chōfu                                                                            | Giappone                                                                         | 1 – 0                                                                            | Sudafrica                                                                        | Olimpiadi 2020 - 1º turno                                                        | -                                                                                | 72’ 90’                                                                          |
| 25-7-2021                                                                        | Saitama                                                                          | Giappone                                                                         | 2 – 1                                                                            | Messico                                                                          | Olimpiadi 2020 - 1º turno                                                        | -                                                                                |                                                                                  |
| 28-7-2021                                                                        | Yokohama                                                                         | Francia                                                                          | 0 – 4                                                                            | Giappone                                                                         | Olimpiadi 2020 - 1º turno                                                        | -                                                                                |                                                                                  |
| 31-7-2021                                                                        | Kashima                                                                          | Giappone                                                                         | 0 – 0 dts (4 – 2 dtr)                                                            | Nuova Zelanda                                                                    | Olimpiadi 2020 - Quarti di finale                                                | -                                                                                | 69’                                                                              |
| 3-8-2021                                                                         | Saitama                                                                          | Giappone                                                                         | 0 – 1 dts                                                                        | Spagna                                                                           | Olimpiadi 2020 - Semifinale                                                      | -                                                                                |                                                                                  |
| 6-8-2021                                                                         | Saitama                                                                          | Messico                                                                          | 3 – 1                                                                            | Giappone                                                                         | Olimpiadi 2020 - Finale 3º posto                                                 | -                                                                                | 63’                                                                              |
| Totale                                                                           |                                                                                  | Presenze                                                                         | 6                                                                                |                                                                                  | Reti                                                                             | 0                                                                                |                                                                                  |

| Cronologia completa delle presenze e delle reti in nazionale ― Giappone under 23 | Cronologia completa delle presenze e delle reti in nazionale ― Giappone under 23 | Cronologia completa delle presenze e delle reti in nazionale ― Giappone under 23 | Cronologia completa delle presenze e delle reti in nazionale ― Giappone under 23 | Cronologia completa delle presenze e delle reti in nazionale ― Giappone under 23 | Cronologia completa delle presenze e delle reti in nazionale ― Giappone under 23 | Cronologia completa delle presenze e delle reti in nazionale ― Giappone under 23 | Cronologia completa delle presenze e delle reti in nazionale ― Giappone under 23 |
| Data                                                                             | Città                                                                            | In casa                                                                          | Risultato                                                                        | Ospiti                                                                           | Competizione                                                                     | Reti                                                                             | Note                                                                             |
| -------------------------------------------------------------------------------- | -------------------------------------------------------------------------------- | -------------------------------------------------------------------------------- | -------------------------------------------------------------------------------- | -------------------------------------------------------------------------------- | -------------------------------------------------------------------------------- | -------------------------------------------------------------------------------- | -------------------------------------------------------------------------------- |
| 21-3-2018                                                                        | Asunción                                                                         | Cile under 23                                                                    | 2 – 0                                                                            | Giappone under 23                                                                | Amichevole                                                                       | -                                                                                | cap.                                                                             |
| 23-3-2018                                                                        | Asunción                                                                         | Venezuela under 23                                                               | 3 – 3 (1 – 4 dtr)                                                                | Giappone under 23                                                                | Amichevole                                                                       | -                                                                                | 84’                                                                              |
| 25-3-2018                                                                        | Asunción                                                                         | Paraguay under 23                                                                | 2 – 1                                                                            | Giappone under 23                                                                | Amichevole                                                                       | -                                                                                | cap. 80’                                                                         |
| 28-5-2018                                                                        | Vitrolles                                                                        | Turchia under 23                                                                 | 2 – 1                                                                            | Giappone under 23                                                                | Torneo di Tolone 2018 - 1º turno                                                 | -                                                                                | cap.                                                                             |
| 31-5-2018                                                                        | Vitrolles                                                                        | Giappone under 23                                                                | 3 – 2                                                                            | Portogallo under 23                                                              | Torneo di Tolone 2018 - 1º turno                                                 | -                                                                                | cap.                                                                             |
| 3-6-2018                                                                         | Fos-sur-Mer                                                                      | Giappone under 23                                                                | 1 – 1                                                                            | Canada under 23                                                                  | Torneo di Tolone 2018 - 1º turno                                                 | -                                                                                | 57’                                                                              |
| 14-11-2018                                                                       | Dubai                                                                            | Uzbekistan under 23                                                              | 2 – 2                                                                            | Giappone under 23                                                                | Amichevole                                                                       | -                                                                                | cap.                                                                             |
| 17-11-2018                                                                       | Dubai                                                                            | Giappone under 23                                                                | 5 – 0                                                                            | Kuwait under 23                                                                  | Amichevole                                                                       | -                                                                                | cap. 62’                                                                         |
| 20-11-2018                                                                       | Dubai                                                                            | Emirati Arabi Uniti under 23                                                     | 1 – 1                                                                            | Giappone under 23                                                                | Amichevole                                                                       | -                                                                                | cap.                                                                             |
| 22-3-2019                                                                        | Yangon                                                                           | Giappone under 23                                                                | 8 – 0                                                                            | Macao under 23                                                                   | Qualificazioni Coppa d'Asia AFC Under-23 2020                                    | -                                                                                | 78’                                                                              |
| 24-3-2019                                                                        | Yangon                                                                           | Timor Est under 23                                                               | 0 – 6                                                                            | Giappone under 23                                                                | Qualificazioni Coppa d'Asia AFC Under-23 2020                                    | -                                                                                | cap. 74’                                                                         |
| 26-3-2019                                                                        | Yangon                                                                           | Giappone under 23                                                                | 7 – 0                                                                            | Birmania under 23                                                                | Qualificazioni Coppa d'Asia AFC Under-23 2020                                    | 2                                                                                | cap. 84’                                                                         |
| 14-10-2019                                                                       | Recife                                                                           | Brasile under 23                                                                 | 2 – 3                                                                            | Giappone under 23                                                                | Amichevole                                                                       | 1                                                                                | cap. 43’                                                                         |
| 17-11-2019                                                                       | Hiroshima                                                                        | Giappone under 23                                                                | 0 – 2                                                                            | Colombia under 23                                                                | Amichevole                                                                       | -                                                                                | cap.                                                                             |
| 28-12-2019                                                                       | Nagasaki                                                                         | Giappone under 23                                                                | 9 – 0                                                                            | Giamaica under 23                                                                | Amichevole                                                                       | 1                                                                                | cap.                                                                             |
| 26-3-2021                                                                        | Chōfu                                                                            | Giappone under 23                                                                | 0 – 1                                                                            | Argentina under 23                                                               | Amichevole                                                                       | -                                                                                | cap.                                                                             |
| 5-6-2021                                                                         | Fukuoka                                                                          | Giappone under 23                                                                | 6 – 0                                                                            | Ghana under 23                                                                   | Amichevole                                                                       | -                                                                                | 85’                                                                              |
| 12-7-2021                                                                        | Ōsaka                                                                            | Giappone under 23                                                                | 3 – 1                                                                            | Honduras under 23                                                                | Amichevole                                                                       | -                                                                                | 87’                                                                              |
| 17-7-2021                                                                        | Kōbe                                                                             | Giappone under 23                                                                | 1 – 1                                                                            | Spagna under 23                                                                  | Amichevole                                                                       | -                                                                                | 80’                                                                              |
| Totale                                                                           |                                                                                  | Presenze                                                                         | 19                                                                               |                                                                                  | Reti                                                                             | 3                                                                                |                                                                                  |

## Palmarès

### Nazionale
- Coppa d'Asia Under-19: 1

2016

### Individuale
- Miglior giovane della J.League: 1

2017